# Dysmachus appendiculatus
Dysmachus appendiculatus är en tvåvingeart som beskrevs av Ignaz Rudolph Schiner 1867. Dysmachus appendiculatus ingår i släktet Dysmachus och familjen rovflugor. Inga underarter finns listade i Catalogue of Life.